# River Bibiay
Der River Bibiay ist ein Fluss an der Ostküste von Dominica im Parish Saint David.

## Geographie
Der River Bibiay entspringt mit mehreren Quellbächen an der Südflanke des Morne Jaune und fließt in steilem Lauf nach Osten und mündet in der Bout Sable Bay in den Atlantik. Einer der Quellflüsse ist der Mollock River.
Benachbarte Bäche sind Mahaut River im Norden und River Ouayaneri (mit Taberi River) im Süden.